# Лентицела
Лентицела (лат. Lens – сочиво, због често сочивастог облика) је мала елиптична пора са растреситим паренхимским ћелијама која служи размени гасова у перидерму биљног стабла и корена (мртвој кори) дрвенастих биљака. Лентицеле су аналоге стомама примарних ткива, и за разлику од њих не могу да регулишу величину отвора. Променљиве су код различитих врста биљака по облику и величини. Величина варира од микроскопски малих до дужине од преко 1 cm. Лентицеле често могу да послуже као диференцијална особина при детерминацији дрвенастих биљака.

## Настанак
Лентицеле најчешће настају испод стома и то обично пре него што је активношћу фелогена (плутиног камбијума) почело образовање плуте. При томе ћелије примарне коре испод стомине коморе и дубље у кори се деле, а новообразоване ћелије диференцирају у лоптасте ћелије танких зидова и без хлоропласта, између којих су пространи интерцелулари. Нова ткива притискају епидермис који се издиже у облику квржице и пуца чиме се лентицела отвара. За разлику од ћелија плуте перидерма, паренхимске ћелије лентицеле нису тесно међусобно спојене него су местимично раздвојене интерцелуларима. На тај начин унутрашња ткива преко лентицела имају везу са спољашњом атмосфером. Фелоген лентицеле касније се бочно спаја са фелогеном перидерма, градећи јединствен прстен. Пред зиму фелоген лентицеле продукује тешње спојене ћелије плуте, градећи поклопац који затвара лентицелу. На пролеће продукцијом растреситих ћелија плуте, поклопац се раскида.

## Лентицеле на плоду
Лентицеле су присутне и на епидермису многих плодова, јабуке и крушке, на пример. Код крушке, изглед лентицела може да послужи као показатељ времена брања: кад светле лентицеле незрелог плода потамне и постану браон и плитко формирају ћелије плуте. Поједине бактеријске и гљивичне инфекције могу продрети у воће преко лентицела, а осетљивост се понекад повећава са старошћу.

## Лентицеле на метаморфисаним органима
Подземна стабла типа кртоле могу да имају лентицеле, као код кромпира. А пнеуматофоре (респираторни коренови) такође имају крупне лентицеле на врху, као код мочварног чемпреса. 